# Raklowce (przystanek kolejowy)
Raklowce (biał. Раклёўцы, ros. Раклевцы) – przystanek kolejowy w pobliżu miejscowości Raklowce, w rejonie lidzkim, w obwodzie grodzieńskim, na Białorusi.